# Ahmad Resh
Ahmad Resh (Meppel, 18 januari 1989) is een Nederlandse auteur en redacteur van Iraaks-Koerdische komaf. Hij schrijft voornamelijk scenario's voor strips.

## Carrière
Resh begon zijn carrière in 2013 met het verkopen van een scenario aan het Nederlandse weekblad Donald Duck, waarvan het verhaal voor het eerst in 2015 werd gepubliceerd. In diezelfde tijd studeerde hij Media, Informatie en Communicatie aan de Hogeschool van Amsterdam. Voor een baan als programmadirecteur bij de Iraaks-Koerdische nieuwszender Kurdistan 24 in Erbil verliet hij in 2014 zowel zijn studie als zijn schrijfcarrière voor een periode van vier jaar. Tijdens zijn verblijf in het buitenland studeerde hij Media in de avonduren. Na het behalen van zijn diploma kwam Resh eind 2018 terug naar Nederland en herpakte zijn werk voor strips en schrijven door in juli 2019 bij weekblad Donald Duck aan de slag te gaan als freelance redactiemedewerker. In zijn resterende tijd schreef hij artikelen en columns voor onder andere Stripschrift, Eendrachtbode en De Westbrabander. Ook ging hij aan de slag als biograaf bij StoryTerrace.
In 2021 publiceerde Resh zijn eerste stripboek, Arie de Boskanarie. Deze strip werd in 2020 en 2021 voorgepubliceerd in DeMooiBoxtelKrant.
Sinds 2021 publiceerde Resh in Thoolse Bode ook zijn strip Anton Beunhaas. Deze eindigde in 2024 en werd vervolgd met een spin-off, Ibke, waarin zijn zoon de hoofdrol speelt.
In 2022 maakte Resh vanwege de Week Tegen Pesten de stripbewerking van het boek Spijt! van Carry Slee. Dit boek werd samen met negen andere stripboeken in 2024 genomineerd voor de Storyworld Publieksprijs als meest geleend stripboek van 2023 in Nederlandse bibliotheken.
In 2024 bewerkte Resh Terug naar de kust van Saskia Noort tot grafische roman. De illustraties werden verzorgd door de zoon van Noort, Mathieu Schellekens. Ook bewerkte hij als vervolg van Spijt! - Stripboek de jeugdroman Afblijven van Carry Slee tot strip. Dit deel van de Carry Slee-reeks won in 2025 de Stripschappenning voor Jeugdalbum van het Jaar 2024.
Van 1 mei 2024 tot en met 8 april 2025 publiceerde Resh in Dagblad van het Noorden, Friesch Dagblad en Leeuwarder Courant de strip Bartje, naar het gelijknamige boek van Anne de Vries dat hij tot scenario bewerkte. De strip werd vervolgens op 14 mei 2025 gepubliceerd als grafische roman. Daarnaast schreef hij over Bartje in 2025 ook een lied, De Bartje Blues, gezongen door Arnold Veeman.
Naast zijn werk als schrijver heeft Resh tevens ervaring als stemacteur. Hij verleende zijn stem aan de korte film Newroz uit 2010.

## Discografie
|   | Titel           | Jaar | Rol            | Artiest       |
| - | --------------- | ---- | -------------- | ------------- |
| 1 | De Bartje Blues | 2025 | Tekstschrijver | Arnold Veeman |

## Filmografie
|   | Titel  | Jaar | Rol        | Regisseur   |
| - | ------ | ---- | ---------- | ----------- |
| 1 | Newroz | 2010 | Stemacteur | Rosanne Pel |